# Hit Parade Eurosonic
Hit Parade Eurosonic è un programma radiofonico settimanale di Radio 2, in onda il sabato pomeriggio, dedicato alle classifiche italiane ed europee e a speciali sulla musica pop e rock europea. Il programma è stato condotto da Federica Gentile e nel 2011/2012 da Lele Sacchi.